# 宋明
宋明（1447年—1527年），字惟遠，号古愚，直隸大名府濬縣人，軍籍，明朝政治人物。進士出身。

## 生平
早年出身國子生，順天府鄉試第九十五名。成化十四年（1478年）戊戌科會試第二百二十名，殿試登進士第二甲第九十八名，观户部政。次年，给军响于辽东，归授云南习主事。之后担任太仓粮储巡查。成化十五年，催督卢风，淮阳、河南等地亏欠。之后父亲去世丁忧，三年后，供职福建司。成化二十二年（1486年）进阶户部承德司郎中，督储临清。继而升户部员外郎，复领山东、河南兑监。弘治十七年（1504年），治理容城县等地贪赃；次年升任郎中。正德七年，升任两浙转运使，因其廉明刚正，被当地民众称谓“铁宋”。之后升任山东左参政，后受封中奉大夫，擢升山东巡抚，期间受到刘瑾索贿，宋明不与合污，被诬陷贪脏舞弊。宋明倾家之物赔偿，刘瑾死后，户部返还宋明之物。嘉靖六年（1527年）正月卒，享年八十一岁。葬于大侄山北麓祖茔。

## 家族
曾祖父宋叔昭。祖父宋春。父亲宋恕。母邹氏，继母武氏。具庆下。兄宋良。娶卢氏，继娶劉氏。